# 사랑의 레시피
《사랑의 레시피》(영어: No Reservations)는 오스트레일리아와 미국에서 제작된 스콧 힉스 감독의 2007년 로맨틱 코미디 드라마 영화이다. 캐서린 지타존스, 에런 엑하트, 애비게일 브레슬린, 퍼트리샤 클라크슨 등이 출연하였고, 세르히오 아게로 등이 제작에 참여하였다.

## 출연
- 캐서린 지타존스
- 에런 엑하트
- 애비게일 브레슬린
- 퍼트리샤 클라크슨
- 제니 웨이드
- 밥 밸러밴
- 브라이언 F. 오번
- 릴리 레이브
- 아리아 버레이키스
- 존 맥마틴
- 실리아 웨스턴
- 조이 크래비츠
- 더블라 멀로이
- 맷 서비토

## 기타 제작진
- 라인 제작: 마리조 윙클러
- 배역: 로나 크레스
- 미술: 바버라 링, 레슬리 E. 롤린스, W. 스티븐 그레이엄
- 의상: 멀리사 토스